# Vlag van Ermland-Mazurië

Vlag van Ermland-Mazurië

De vlag van Ermland-Mazurië is in gebruik sinds 6 augustus 2002.
De vlag heeft een opmerkelijke vorm: de twee hoeken aan de hijszijde zijn negentig graden, maar aan de andere zijde is de breedte aan de bovenkant ongeveer dubbel zo lang als aan de onderkant. De hoek rechtsboven is spits, terwijl de rand van de vlag rechtsonder een bocht maakt. Op de vlag staat een gekroonde adelaar in een rood veld, dat aan drie zijden wit omrand is.